# 이강민 (축구 선수)
이강민 (李康敏, 1985년 8월 29일 ~ )은 대한민국의 축구선수이다.

## 선수 경력
이강민은 대학 졸업 후 2007년에 내셔널리그의 강릉시청에 입단하면서 선수 경력을 시작하였다. 2008년 11월 20일에 열린 K-리그 신인 드래프트에서 번외지명으로 강원 FC에 입단하였다. 2009년 8월에 강원에서 계약 해지되었다.